# Талліннська єврейська школа
Талліннська єврейська школа (ест. Tallinna Juudi Kool) — середня єврейська школа в центрі Таллінна, Естонська Республіка.

## Історія
Єврейська школа була побудована до Другої світової війни. Коли почалася війна, школа була закрита. У 1990 році школа знову відкрилася. В ній налічувалось 350 учнів.

## Директори
- Семюел Гурін: 1925—1940 рр.
- Авівіа Глуховська: 1990—1993 рр.
- Михайло Бейлінсон: 1993 — 21 червня 2009 рр.
- Семюел Голомб: 21 червня 2009—2010 рр.
- Чинний директор: Ігор Лірисман

## Огляд
В Талліннській єврейській школі працюють близько 30 вчителів. Щорічно в школі проводяться ремонтні роботи, проте є багато проблем, пов'язані з основною конструкцією, бо будівля дуже стара. Держава не може надавати кошти та допомагати школі, тому що вона є власністю єврейської громади в Естонії.
Приблизно 3000 євреїв проживають в Естонії, більшість з яких у Таллінні, але багато єврейський родин відправляють своїх дітей до звичайних шкіл, тому що третина естонської єврейської громади розмовляє естонською мовою, а у Талліннській єврейській школі викладаюсь російською. У школі вивчають три додаткові курси: іврит, єврейська історія, єврейські традиції.

## Шкільні предмети

###### В ТЄШ традиційно викладають такі предмети єврейського циклу
- Єврейські традиції (1-8 клас)
- Єврейська історія (5-12 клас)
- Єврейська література (10-11 клас)
- Іврит (1-12 клас, викладачі з Ізраїлю)

###### Предмети естонською мовою
- Естонська література (10 клас)
- Історія Естонії (10 клас)
- Музика (10, 11, 12 класи)
- Суспільствознавство (11, 12 класи)
- Економіка (10, 11, 12 класи)
- Фізична культура (з 1 по 12 клас)

###### Гуртки за інтересами
- Музичний (керівник: Інна Кандель)
- Робототехніка (керівник: Ніна Ботіна)
- Художній (керівник: Лариса Лучко)
- Шаховий (керівник: Александ Вейнгольд)
- Іврит[4]